# 90388 Philchristensen
90388 Philchristensen este un asteroid din centura principală de asteroizi.

## Descriere
90388 Philchristensen este un asteroid din centura principală de asteroizi. A fost descoperit pe 24 noiembrie 2003 în cadrul proiectului CSS. Asteroidul prezintă o orbită caracterizată de o semiaxă mare de 2,60 ua, o excentricitate de 0,17 și o înclinație de 15,7° în raport cu ecliptica.